# Dungu (rivière)
La Dungu est une rivière du Congo-Kinshasa. Elle délimite une partie du parc national de la Garamba. Elle forme le Wele à sa confluence avec la Kibali à Dungu.